# Irene Higginbotham
Pour les articles homonymes, voir Higginbotham.
Irene Higginbotham est une compositrice et pianiste de concert américaine. Elle est surtout connue pour avoir co-écrit la chanson Good Morning Heartache de Billie Holiday (1946). Elle est née le 11 juin 1918 et décède le 27 août 1988.

## Biographie
Higginbotham est née le 11 juin 1918 à Worcester, dans le Massachusetts. Bien que son lien le plus étroit avec la musique populaire des années 1930 et 40 soit avec la chanteuse de jazz Billie Holiday, la prolifique auteure-compositrice-interprète Irene Higginbotham est également liée à plusieurs musiciens célèbres du genre. Notamment son oncle est le tromboniste de jazz afro-américain JC Higginbotham. Elle étudie la musique auprès de Kemper Harreld (en), fondateur du Glee club du Morehouse College, et du pianiste, chef d'orchestre et compositeur américain Frederic Hall (en).
Pianiste concertiste dès l'âge de 15 ans, Irene Higginbotham rejoint la Société américaine des compositeurs, auteurs et éditeurs (ASCAP) en 1944, alors qu'elle n'a que 26 ans. Elle est la compositrice reconnue de près de 50 chansons publiées. Cependant, étant une femme Afro-Américaine ayant travaillé comme compositrice sur Tin Pan Alley à une époque où les compositeurs étaient en majorité blancs et masculins, certains érudits et musicologues émettent l'hypothèse qu'Irene Higginbotham aurait peut-être composé beaucoup plus de chansons qui n'ont jamais été publiées, ou qu'elle n’en a jamais eu le crédit en tant que compositrice ou co-compositrice. On sait qu'elle utilisait le pseudonyme de "Glenn Gibson", dans le but probablement de dissimuler le fait qu'elle est une femme afro-américaine. Si Irene Higginbotham reste l'une des auteures-compositrices les moins connues ou les moins acclamées, ses grandes contributions au jazz et à la chanson populaire sont indéniables,.
Irene Higginbotham décède le 27 août 1988 à New York.

## Titres composés (extraits)
Ses compositions de chansons populaires comprenaient : 
- Good Morning Heartache (1946), enregistrée par Billie Holiday, Joe Williams, Billy Eckstine, Ella Fitzgerald, Tony Bennett et beaucoup d'autres
- No Good Man, enregistrée par Billie Holiday (1946) et Nina Simone (1961)
- This Will You You Rugh, enregistrée par Nat King Cole Trio en 1941 et en 1993 par sa fille Natalie Cole, Carmen McRae (1955), Marvin Gaye (1978), John Pizzarelli (1992) et Keith Ingham (1998).
- Are You Livin' Old Man, enregistrée par Anita O'Day avec le Stan Kenton Orchestra (1942) et June Christy avec le Stan Kenton Orchestra (1945)
- It's Mad, Mad, Mad, enregistrée par Duke Ellington (1947)
- I Got News for You, enregistrée par Woody Herman (1948)
- Mean and Evil Blues, enregistré par Dinah Washington (1948)
- No Sale, enregistrée par Louis Jordan & His Tympany Five (1945)
- That Did It, Marie, enregistrée par Peggy Lee et Benny Goodman & His Orchestra (1941)
- The Bottle's Empty, enregistrée par Coleman Hawkins (1945)

## Les deux Irene
Irene Higginbotham est parfois confondue avec Irene Kitchings (1908-1975) qui, elle, épousa le pianiste de jazz Teddy Wilson pendant une courte période et qui a écrit le standard de jazz Some Other Spring.

## Pour approfondir